# KUPH
Koordinaten: 36° 59′ 31″ N, 91° 47′ 40″ W
KUPH (Branding: The Fox 96.9 More Music) ist ein US-amerikanisches Lokalradio aus Mountain View im US-Bundesstaat Missouri. Eigentümer und Betreiber ist die Central Ozark Radio Network, Inc. KUPH ist auf der UKW-Frequenz 96,9 MHz empfangbar. 